# Anna Ancher
Anna Kirstine Brøndum Ancher, nascida Anna Kirstine Brøndum (Skagen, 18 de Agosto de 1859 – 15 de Abril de 1935) foi uma pintora dinamarquesa. Foi uma proeminente artista associada ao grupo de Pintores de Skagen, considerada uma das maiores artistas visuais da Dinamarca.

## Vida pessoal
Anna nasceu em Skagen, na Jutlândia do Norte, em 1859. Era irmã de Erik Andersen Brøndum (1820–1890) e Ane Hedvig Møller (1826–1916). Seus pais eram Erik Andersen Brøndum e Ane Hedvig Møller. Era a única artista entre o grupo dos Pintores de Skagen a de fato ter nascido e crescido na cidade, onde seu pai era o dono do Hotel Brøndums. Seu talento para a pintura surgiu quando ainda era uma criança e Anna cresceu em contato próximo com os artistas da cidade, muitos deles vindos de fora da Dinamarca. 
Estudou na escola de pintura de Vilhelm Kyhn, em Copenhague. Lá Anna desenvolveu seu próprio estilo e foi pioneira em observar a interação entre diferentes cores à luz natural. Estudou também em Paris, no ateliê de Pierre Puvis de Chavannes, junto de Marie Triepcke Krøyer Alfvén. Em 1880, Anna se casou com o pintor Michael Ancher, que conheceu em Skagen. Tiveram apenas uma filha, Helga Ancher. Mesmo com a pressão da sociedade da época para que mulheres casadas se dedicassem exclusivamente à casa e à família, Anna continuou se dedicando à pintura.

## Carreira
Anna é considerada uma das maiores pintoras da Dinamarca, devido suas habilidades no desenho e como colorista. Desviando-se das representações de arte nórdica, Anna se dedicou a retratar a vida cotidiana e a realidade das pessoas em seu dia a dia. 
As cenas preferidas de Anna eram do dia a dia dos moradores de Skagen, como pescadores, mulheres e criança. Sua maior preocupação era eram explorar a luz e as cores, trazendo movimento e vivacidade para suas pinturas. Por seu trabalho, ganhou a medalha Ingenio et Arti em 1913 e em 1924 ganhou a primeira Tagea Brandt Rejselegat, um prêmio dinamarquês concedido à mulheres que tiveram grande contribuição na ciência, literatura ou arte, consistindo em uma bolsa de estudos . 

## Morte
Anna Ancher faleceu em 15 de Abril de 1935, em Skagen. Sua filha herdou a casa da família e quando Helga morreu, em 1967, ela deixou a residência para sua fundação, em memória ao trabalho dos pais, que hoje é um museu aberto aos turistas.

## Galeria

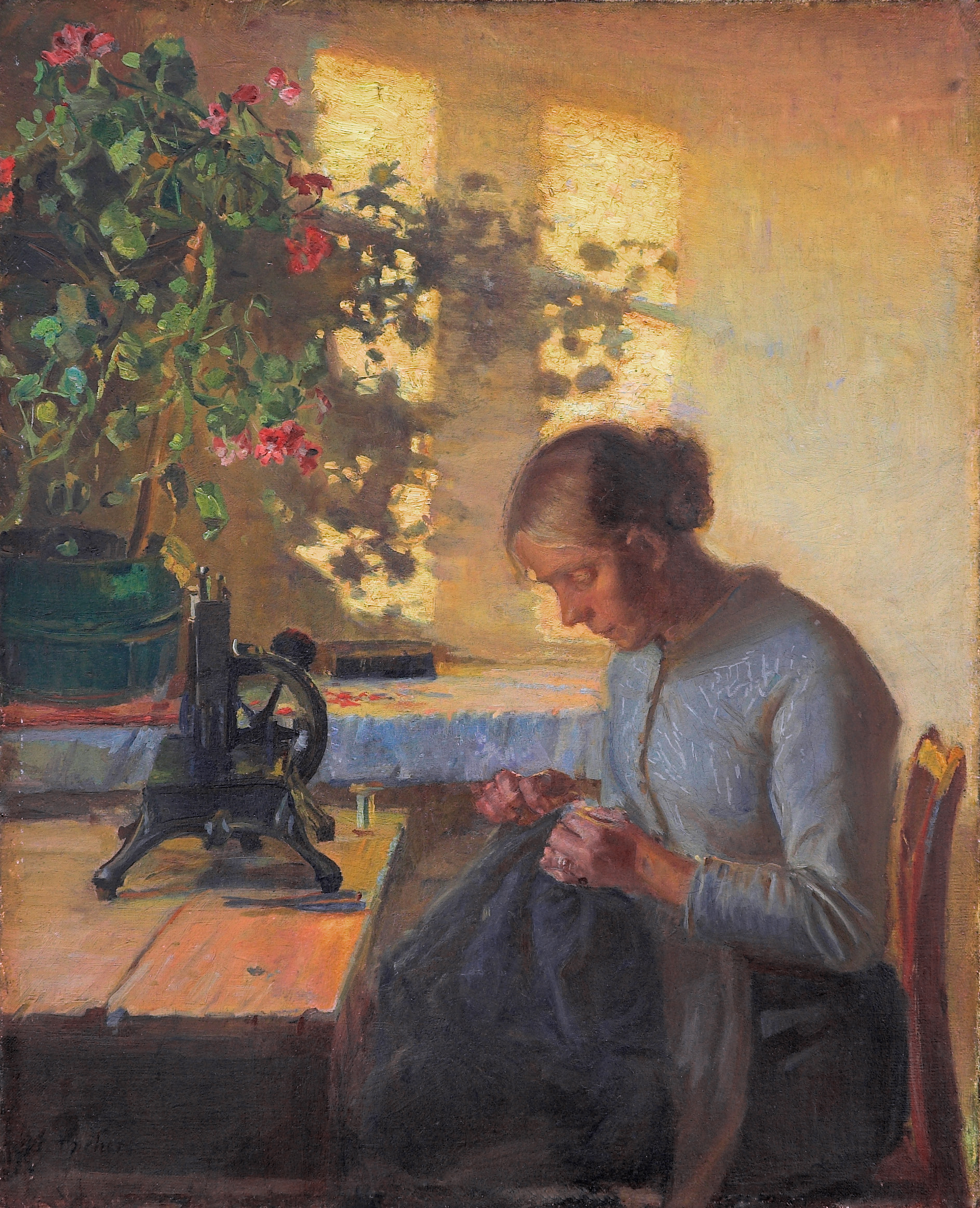
Syende fiskerpige, 1890
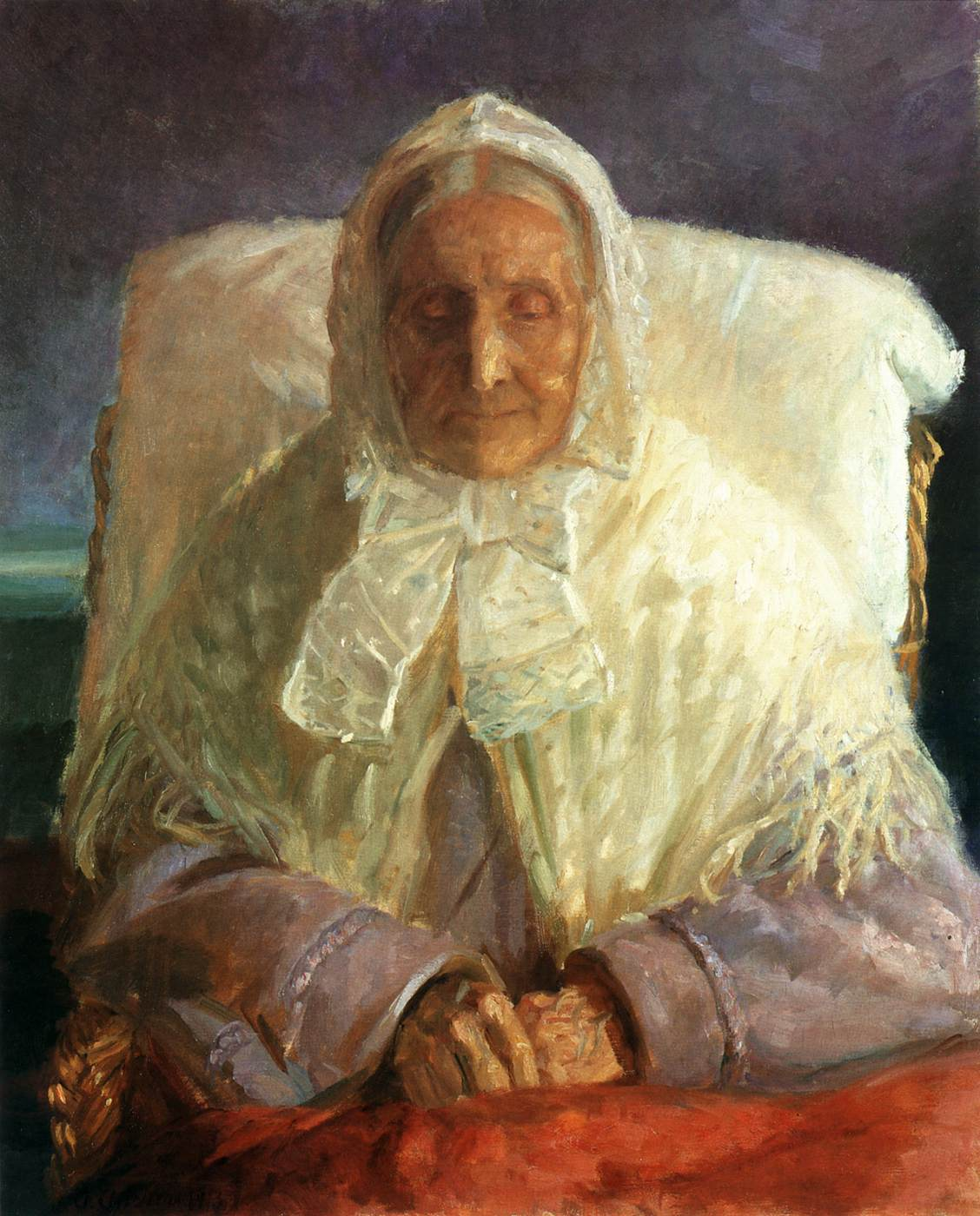
Fru Ane Brøndum i den blå stue (Portrait of the Artist's Mother, 1913)
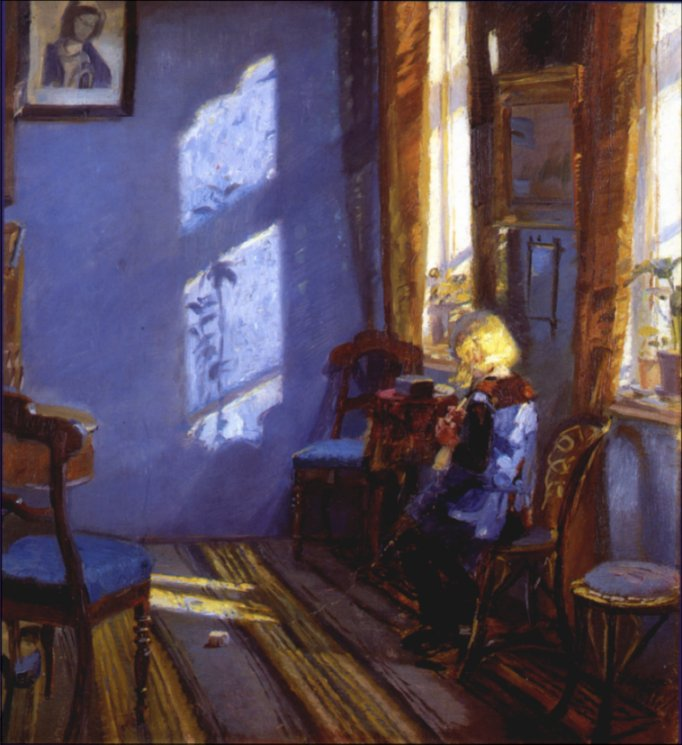
Solskin i den blå stue (Sunlight in the Blue Room, 1891)
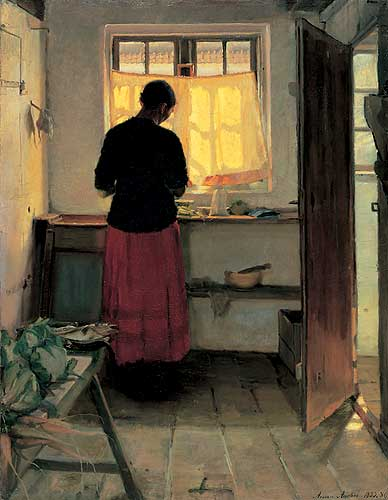
Pigen i køkkenet (Girl in the Kitchen c. 1886)
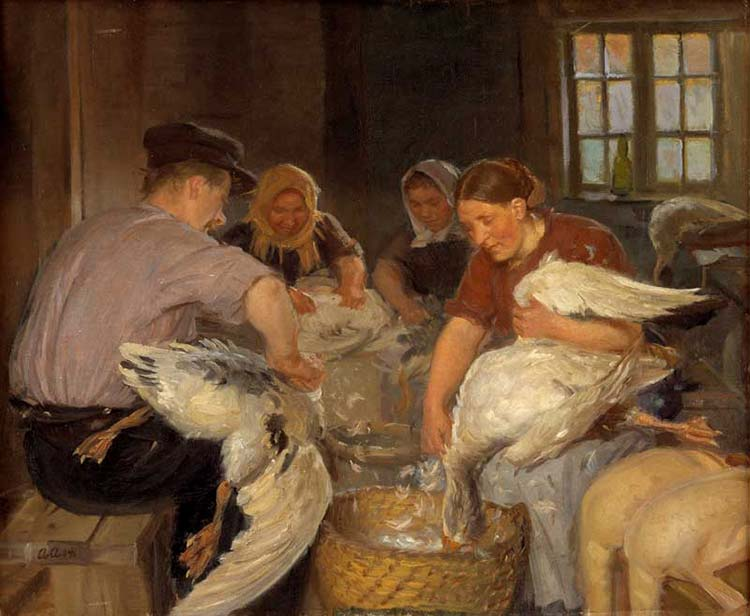
Plucking the Christmas Goose, 1904
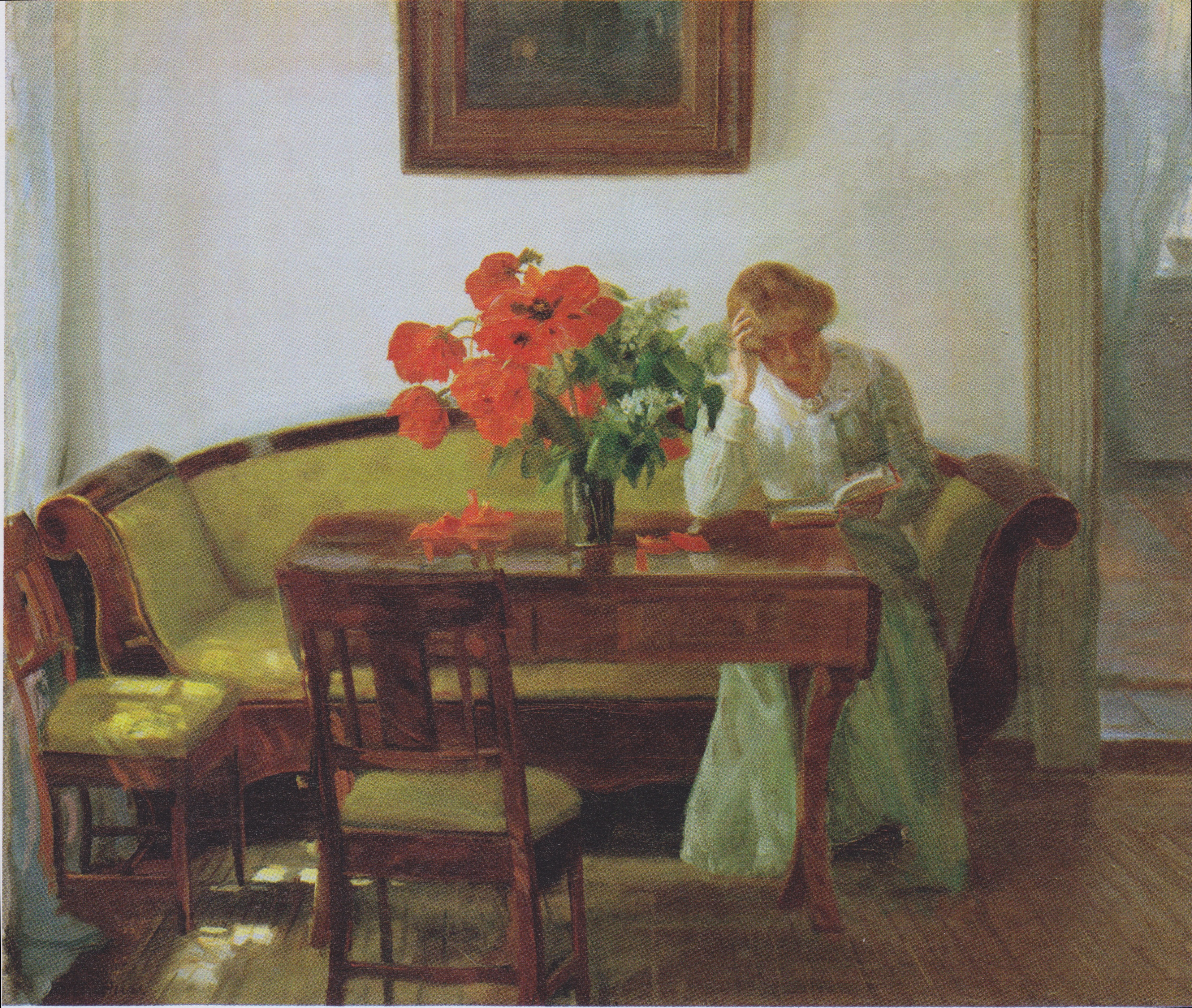
Interiør med røde valmuer (Interior with poppies and reading woman, 1905)
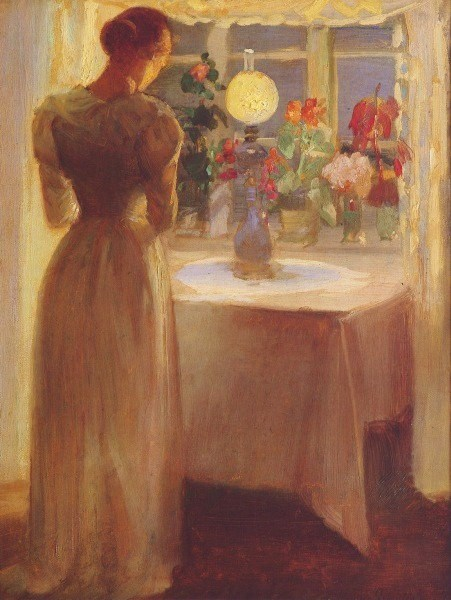
Young Girl Before a Lit Lamp, 1887
Interior With The Painter's Daughter Helga Sewing, 1890
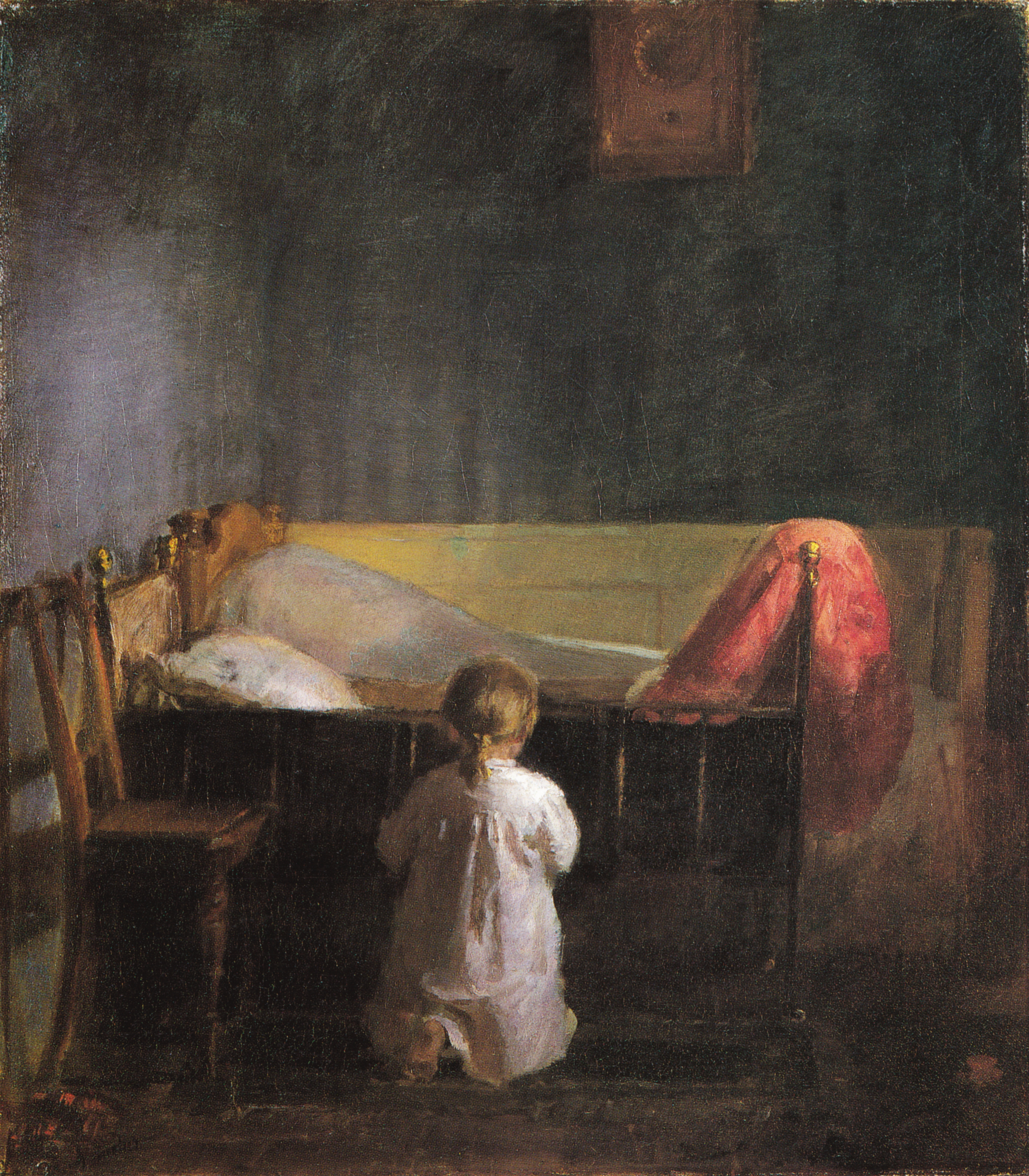
Evening Prayer, 1888
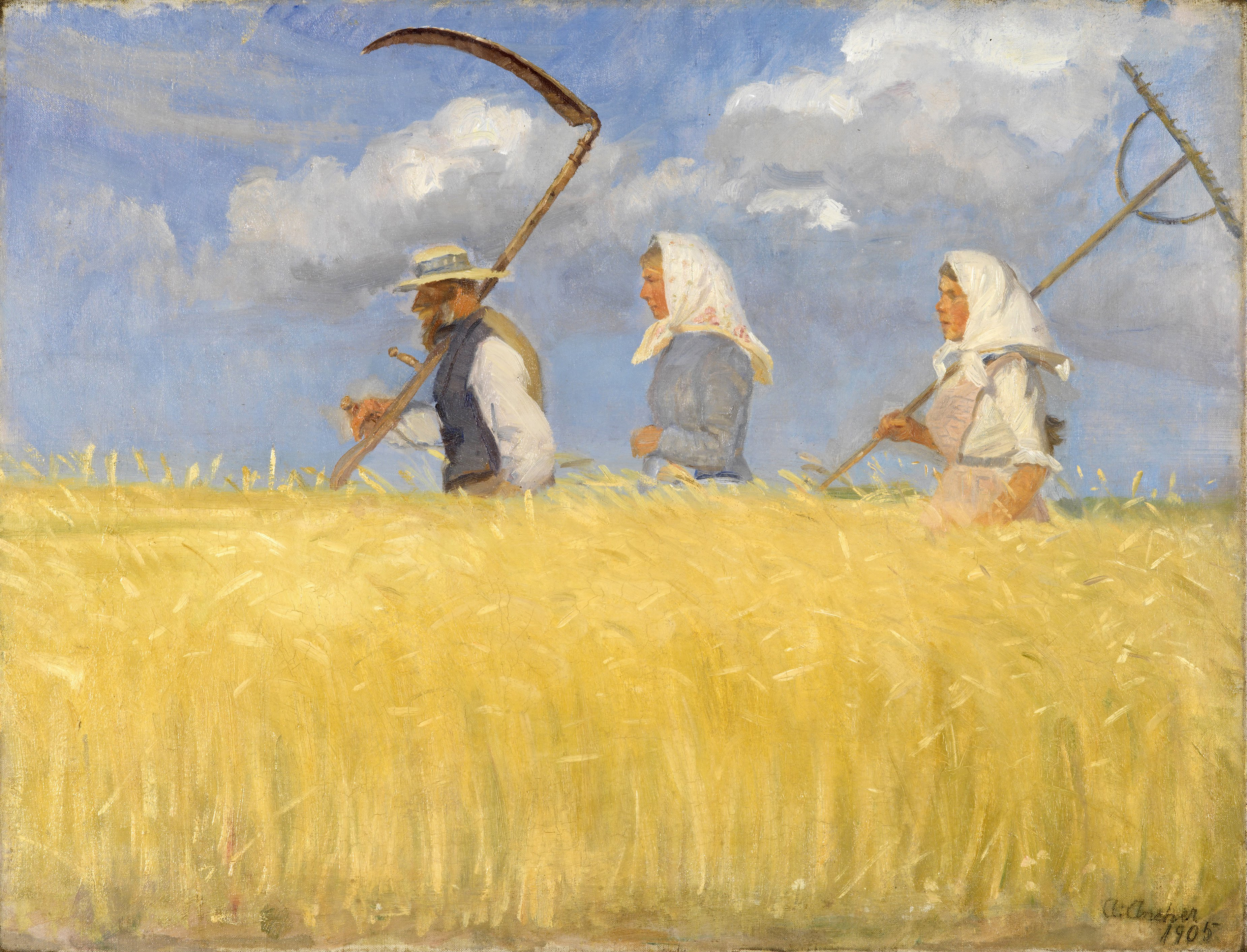
Harvesters, 1905